# 에인절피시
엔젤피시(영어: angelfish 에인절피시[*])는 아마존강에서 주로 사는 담수어이자 대표적인 관상용 물고기이다.